# Tour de Romandie Féminin 2025
Die Tour de Romandie Féminin 2025 ist ein Etappenrennen für Frauen, das vom 15. bis 17. August in der französischsprachigen Westschweiz stattfand. Es war Teil der UCI Women’s WorldTour 2025.
Bei dem Rennen sollte ein GPS-Tracking-System erprobt werden, um bei Einzelunfällen künftig schneller eingreifen zu können. Diese Massnahme folgte auf den Unfalltod von Muriel Furrer bei den Strassenradsport-Weltmeisterschaften 2024 in Zürich. Fünf Teams weigerten sich vor dem Start, das von der UCI gestellte System am Rad einer Fahrerin zu montieren und wurden dafür disqualifiziert. Offiziell begründeten die Teams ihre Weigerung damit, dass sie nicht einzelne Fahrerinnen gegenüber ihren Teamkolleginnen bevorzugen wollten. Gemäss Medienberichten verwendeten diese fünf Teams jedoch bereits den Tracker eines anderen Anbieters, mit dem die UCI zerstritten sei.

## Teilnehmende Mannschaften
| Unknown team category |
|                       |

## Streckenführung
Das Rennen spielte sich rund ums Rhonetal in den Kantonen Wallis und Waadt ab und umfasste drei Etappen. Die erste war ein kurzes Bergzeitfahren auf dem Gebiet der Gemeinde Ollon und führte vom Ortsteil Huémoz hinauf nach Villars. Die zweite vollführte zunächst zwei Runden im Tal rund um Conthey, bevor es in das Bergdorf La Tzoumaz hinaufging, wobei etwa 1000 Höhenmeter zu überwinden waren. Die dritte begann und endete in Aigle. Sie bestand aus mehreren Runden zu beiden Seiten der Rhone, nahm aber auch mehrere kleinere Anstiege am Talrand mit, den letzten davon im Ort Antagnes, wenige Kilometer vor dem Ziel.
| Etappe    | Datum    | Etappenorte                | type              | Länge (km) | Etappensiegerin | Gesamtführende |
| --------- | -------- | -------------------------- | ----------------- | ---------- | --------------- | -------------- |
| 1. Etappe | 15. Aug. | Huémoz – Villars-sur-Ollon | Bergzeitfahren    | 4,39       |                 |                |
| 2. Etappe | 16. Aug. | Conthey – La Tzoumaz       | Hochgebirgsetappe | 123,2      |                 |                |
| 3. Etappe | 17. Aug. | Aigle – Aigle              | Hügelige Etappe   | 122,1      |                 |                |

## Rennverlauf

### 1. Etappe
| \| Etappenergebnis \| Etappenergebnis \| Etappenergebnis \| Etappenergebnis \| Etappenergebnis \| \| Fahrer \| Fahrer \| Land \| Team \| Zeit \| \| --------------- \| --------------- \| --------------- \| --------------- \| --------------- \| |        |      |      |      |
| |        |      |      |      |
| |        |      |      |      |
| Etappenergebnis |        |      |      |      |
| Fahrer | Fahrer | Land | Team | Zeit |

| \| Gesamtwertung \| Gesamtwertung \| Gesamtwertung \| Gesamtwertung \| Gesamtwertung \| \| Fahrer \| Fahrer \| Land \| Team \| Zeit \| \| ------------- \| ------------- \| ------------- \| ------------- \| ------------- \| |        |      |      |      |
| |        |      |      |      |
| |        |      |      |      |
| Gesamtwertung |        |      |      |      |
| Fahrer | Fahrer | Land | Team | Zeit |

### 2. Etappe
| \| Etappenergebnis \| Etappenergebnis \| Etappenergebnis \| Etappenergebnis \| Etappenergebnis \| \| Fahrer \| Fahrer \| Land \| Team \| Zeit \| \| --------------- \| --------------- \| --------------- \| --------------- \| --------------- \| |        |      |      |      |
| |        |      |      |      |
| |        |      |      |      |
| Etappenergebnis |        |      |      |      |
| Fahrer | Fahrer | Land | Team | Zeit |

| \| Gesamtwertung \| Gesamtwertung \| Gesamtwertung \| Gesamtwertung \| Gesamtwertung \| \| Fahrer \| Fahrer \| Land \| Team \| Zeit \| \| ------------- \| ------------- \| ------------- \| ------------- \| ------------- \| |        |      |      |      |
| |        |      |      |      |
| |        |      |      |      |
| Gesamtwertung |        |      |      |      |
| Fahrer | Fahrer | Land | Team | Zeit |

### 3. Etappe
| \| Etappenergebnis \| Etappenergebnis \| Etappenergebnis \| Etappenergebnis \| Etappenergebnis \| \| Fahrer \| Fahrer \| Land \| Team \| Zeit \| \| --------------- \| --------------- \| --------------- \| --------------- \| --------------- \| |        |      |      |      |
| |        |      |      |      |
| |        |      |      |      |
| Etappenergebnis |        |      |      |      |
| Fahrer | Fahrer | Land | Team | Zeit |

| \| Gesamtwertung \| Gesamtwertung \| Gesamtwertung \| Gesamtwertung \| Gesamtwertung \| \| Fahrerin \| Fahrerin \| Land \| Team \| Zeit \| \| ------------- \| ------------- \| ------------- \| ------------- \| ------------- \| |          |      |      |      |
| |          |      |      |      |
| Quelle: ProCyclingStats |          |      |      |      |
| Gesamtwertung |          |      |      |      |
| Fahrerin | Fahrerin | Land | Team | Zeit |